# Furkan Şentürk
Furkan Şentürk (* 3. Februar 2001) ist ein türkischer Eishockeyspieler, der seit 2024 beim Istanbul Büyükşehir SK in der Superliga unter Vertrag steht.

## Karriere
Furkan Şentürk begann seine Karriere als Eishockeyspieler bei Buz Korsanlar, für den er 2016 sein Debüt in der zweiten türkischen Liga gab und mit dem er 2017 in die türkische Superliga aufstieg. 2018 wechselte er zum Istanbuler Superliga-Lokalrivalen Zeytinburnu Belediye SK, mit dem er 2019 türkischer Meister wurde. Anschließend zog es ihn zum Buz Adamlar GSK, bei dem er (unterbrochen von einem weiteren Jahr in Zeytinburnu) bis 2024 spielte. In dieser Zeit wurde er 2022, 2023 und 2024 erneut türkischer Meister. Anschließend ging er zum Ligakonkurrenten Istanbul Büyükşehir SK.

### International
Für die Türkei nahm Şentürk im Juniorenbereich an den U18-Weltmeisterschaften 2018 und 2019 sowie an den U20-Weltmeisterschaften 2019 und 2020 jeweils in der Division III teil. Zudem spielte er bei der U20-Weltmeisterschaft 2018 in der Division II.
Mit der Herren-Nationalmannschaft spielte er erstmals bei der Olympiaqualifikation für die Winterspiele in Peking 2022. Anschließend nahm er an der Weltmeisterschaft der Division III 2022 und den Turnieren der Division II 2023 und 2024 teil.

## Erfolge und Auszeichnungen
- 2019 Türkischer Meister mit dem Zeytinburnu Belediye SK
- 2022 Türkischer Meister mit dem Buz Adamlar GSK
- 2022 Aufstieg in die Division II, Gruppe B, bei der Weltmeisterschaft der Division III, Gruppe A
- 2023 Türkischer Meister mit dem Buz Adamlar GSK
- 2024 Türkischer Meister mit dem Buz Adamlar GSK